# تامي ساتون براون
تامي ساتون براون (بالإنجليزية: Tammy Sutton-Brown)‏ مواليد 27 يناير 1978 في ماركام، هي لاعبة كرة سلة كندية معتزلة بدأت مسيرتها الاحترافية في سنة 2001. تم اختيارها من قبل فريق شارلوت ستينغ خلال الدرافت. مثلت منتخب بلادها. شاركت في دورة الألعاب الأولمبية الصيفية سنة 2000. اعتزلت اللعب في 2012. فازت بلقب دوري المحترفات. شاركت مرتين في مباراة كل النجوم.

## المسيرة الاحترافية
لعبت مع شارلوت ستينغ من سنة 2001 إلى 2006، ثم لعبت مع نادي فنربخشة لكرة السلة للسيدات من سنة 2006 إلى 2011، ثم لعبت مع إنديانا فيفر من سنة 2007 إلى 2012.

## روابط خارجية
- تامي ساتون براون على موقع الاتحاد الدولي لكرة السلة (الإنجليزية)
- تامي ساتون براون على موقع الاتحاد الوطني لكرة السلة النسائية (الإنجليزية)
- تامي ساتون براون على موقع كرة السلة الأوروبية.كوم (الإنجليزية)
- تامي ساتون براون على موقع كلية كرة السلة في سبورتس رفرنس.كوم (الإنجليزية)
- تامي ساتون براون على موقع سبورتس رفرنس (الإنجليزية)
- تامي ساتون براون على موقع سبورتس رفرنس (الإنجليزية)
- تامي ساتون براون على موقع أوليمبيديا (الإنجليزية)